# SuperM (EP)
Albums de SuperM
Super One
(2020)
SuperM est le premier mini album (EP) du groupe sud-coréen de K-Pop SuperM,,,, publié le 4 octobre 2019.
L'album physique sera disponible en 8 versions différentes: une édition individuelle pour chaque membre et une version "unie".
Il se classe numéro un dans le Billboard 200 aux États-Unis. 

## Listes des pistes
Liste et crédits adaptée à partir de Apple Music.
| 1.    | Jopping                               | 4:11 |
| 2.    | I Can't Stand The Rain                | 3:28 |
| 3.    | 2 Fast                                | 3:00 |
| 4.    | Super Car                             | 3:34 |
| 5.    | No Manners                            | 3:03 |
| 6.    | Jopping (Instrumental)                | 4:11 |
| 7.    | I Can't Stand The Rain (Instrumental) | 3:28 |
| 24:57 |                                       |      |